# Thecla grandis
Thecla grandis är en fjärilsart som beskrevs av Felder 1862. Thecla grandis ingår i släktet Thecla och familjen juvelvingar. Inga underarter finns listade i Catalogue of Life.